# Euploea basilissa
Euploea basilissa är en fjärilsart som beskrevs av Pieter Cramer 1782. Euploea basilissa ingår i släktet Euploea och familjen praktfjärilar. Inga underarter finns listade i Catalogue of Life.